# 463 Lola
För andra betydelser, se Lola.
463 Lola eller 1901 FS är en asteroid i huvudbältet, som upptäcktes 31 oktober 1900 av den tyske astronomen Max Wolf i Heidelberg. Den är uppkallad efter en karaktär i På Sicilien av Pietro Mascagni
Asteroiden har en diameter på ungefär 77 kilometer.